# B.L.O.-Ateliers

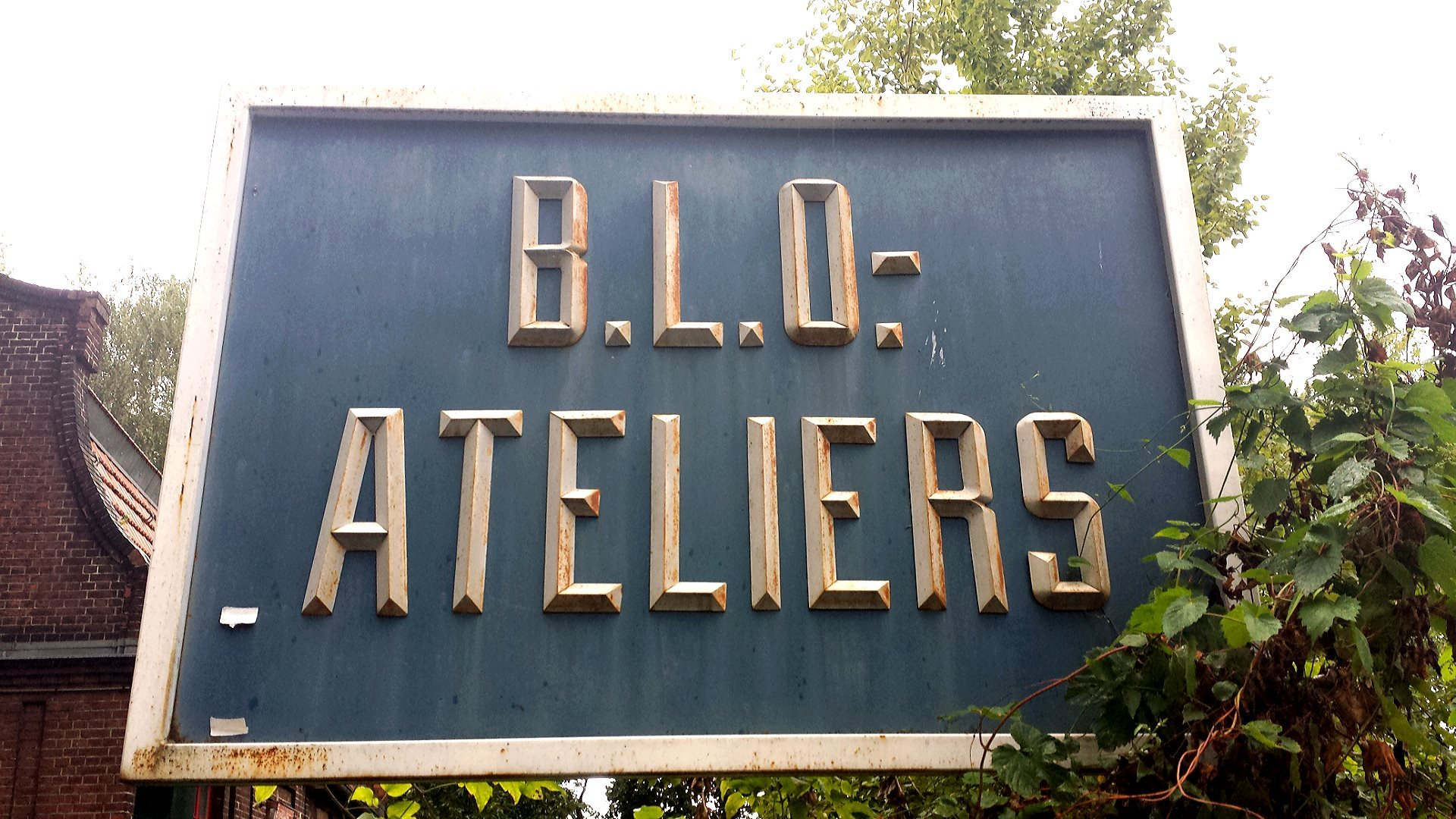
Eingang B.L.O.-Ateliers, vor 2018

Die B.L.O.-Ateliers sind ein im Jahr 2004 gegründetes Kulturprojekt. Es vereint Kunstateliers, Manufakturen, Werkstätten, soziale Initiativen, kulturelle Veranstaltungen und Stadtnatur. Die 64 Ateliers befinden sich auf dem Gelände des ehemaligen Bahnbetriebswerks Berlin-Lichtenberg im Berliner Ortsteil Rummelsburg, am Rande der Victoriastadt auf einem 12.000 m² großen Areal im Besitz der DB Netz AG / DB AG mit der Adresse Kaskelstraße 55.

## Geschichte
Die B.L.O.-Ateliers wurden im Jahr 2004 mit Hilfe von EU-Fördermitteln (EFRE) vom Trägerverein Lockkunst e.V. in Eigeninitiative der rund 100 Nutzer ins Leben gerufen. Seit Beginn trägt sich das Projekt finanziell eigenständig. Der Name leitet sich vom Kürzel Bw Blo des ehemaligen Bahnbetriebswerks (Bw) Berlin-Lichtenberg-Ost (BlO) ab. Der bis 2024 befristete Mietvertrag mit der Deutschen Bahn sah vor, dass die Projektbeteiligten sämtliche Instandhaltungsarbeiten für Gebäude und Flächen sowie die Verwaltung übernehmen.
Die ehemalige Kantine wurde zu einem Veranstaltungsraum umgebaut. Dieser Raum wird sozialen und kulturellen Veranstaltern zur Verfügung gestellt. Auch öffentliche Einrichtungen/Träger, wie das Bezirksamt Berlin-Lichtenberg oder Berliner Schulen, führen hier regelmäßig Veranstaltungen durch. – Im August 2019 fand eine dreitägige Aufführung der Oper Tannhäuser auf dem gesamten Gelände statt.
Bisher gab es Ausstellungen, Konzerte, Theateraufführungen, Filmvorführungen, Diskussionsveranstaltungen und vieles andere mehr.
Kurz vor Auslaufen des Mietvertrags zum Jahr 2024 sprach die Grundstückseigentümerin DB InfraGO eine Nutzungsuntersagung aus, da die Gebäude wegen grober Baumängel nicht mehr sicher waren (Bauexperten hatten „große Abweichungen zu sicherheitsrelevanten Bestimmungen“ festgestellt). Im Nachgang ist es den Betreibern gelungen, mit der Deutschen Bahn AG eine Nutzungsverlängerung für die Freiflächen auf dem ehemaligen Bahngelände zu vereinbaren. Diese gilt nun bis Juli 2027, und bis dahin wollen alle Beteiligten schrittweise die Mängelbeseitigung der Gebäude vornehmen. Zur Finanzierung dieser Arbeiten konnte der Trägerverein die Berliner Lotto-Stiftung gewinnen, die 100.000 Euro bereitstellt, der Verein wird zudem einen Betrag von 80.000 Euro beisteuern. Das langfristige Ziel ist laut Peter Tietz, Vorstandsvorsitzender von Lockkunst „... der dauerhafte Erhalt der Ateliers und Werkstätten auf dem Areal“.
Das Kulturamt der Lichtenberger Verwaltung arbeitet seit der Gründung der B.L.O.-Ateliers eng mit diesen zusammen. Es fördert einzelne Projekte, wie ein Austausch- und Residenzprojekt mit Künstlern im Exil. Das Wirtschaftsamt Berlin-Lichtenberg hält regelmäßig Kontakt zu innovativen Einzelunternehmen auf dem Gelände und wirbt mit ihnen für den Standort Lichtenberg.

## Ökologische Bedeutung
Die Naturschutzstation Berlin-Lichtenberg berät das Atelier-Management bei der Erhaltung der vielfältigen Flora und Fauna auf dem Gelände. Nachweislich gibt es eine Zauneidechsen-Population und Fledermausunterkünfte. Ein großer Teil des Areals besteht aus Magerrasen und bietet vielen Insekten einen Lebensraum. Das Gebiet trägt daher zur Biodiversität der Stadt bei. Regelmäßig gibt es pflanzenkundliche Führungen über das Gelände. Im Jahr 2021 ging der Umwelt- und Naturschutzpreis des Bezirksamts Lichtenberg an das Projekt.

## Förderverein

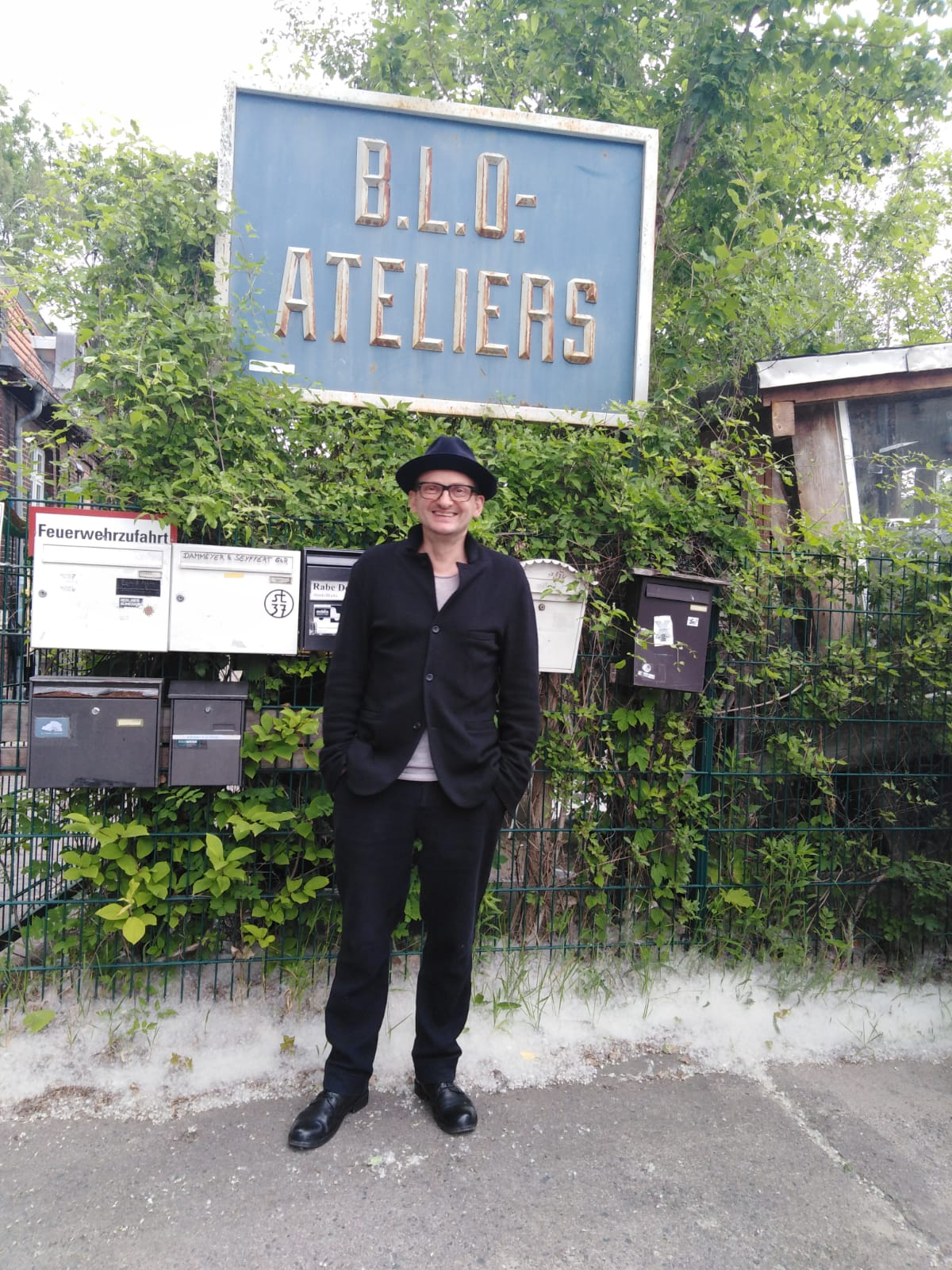
Milan Peschel ist Mitglied im Förderverein

Der Förderverein Freundeskreis B.L.O.-Ateliers e.V. von Personen aus Kultur, Gesellschaft und Politik unterstützt die B.L.O.-Ateliers bei der Planung für die langfristige Sicherung des Projektes. Zu den Mitgliedern gehören z. B. Hajo Schumacher, Ulli Zelle, Milan Peschel, Roman Geike, Rainald Grebe, Gesine Lötzsch, Christian Goiny.
Christian Goiny (CDU) und Gesine Lötzsch (Die Linke) sind Vorstandsmitglieder des Vereins.

## Politische Unterstützung
Der Senat von Berlin, vertreten durch den Regierenden Bürgermeister Michael Müller (SPD), Kultursenator Klaus Lederer (Die Linke), Staatssekretär Christian Rickerts (Bündnis 90/Die Grünen) besuchte die B.L.O.-Ateliers am 11. Februar 2020 und sicherte weitere Unterstützung zu.

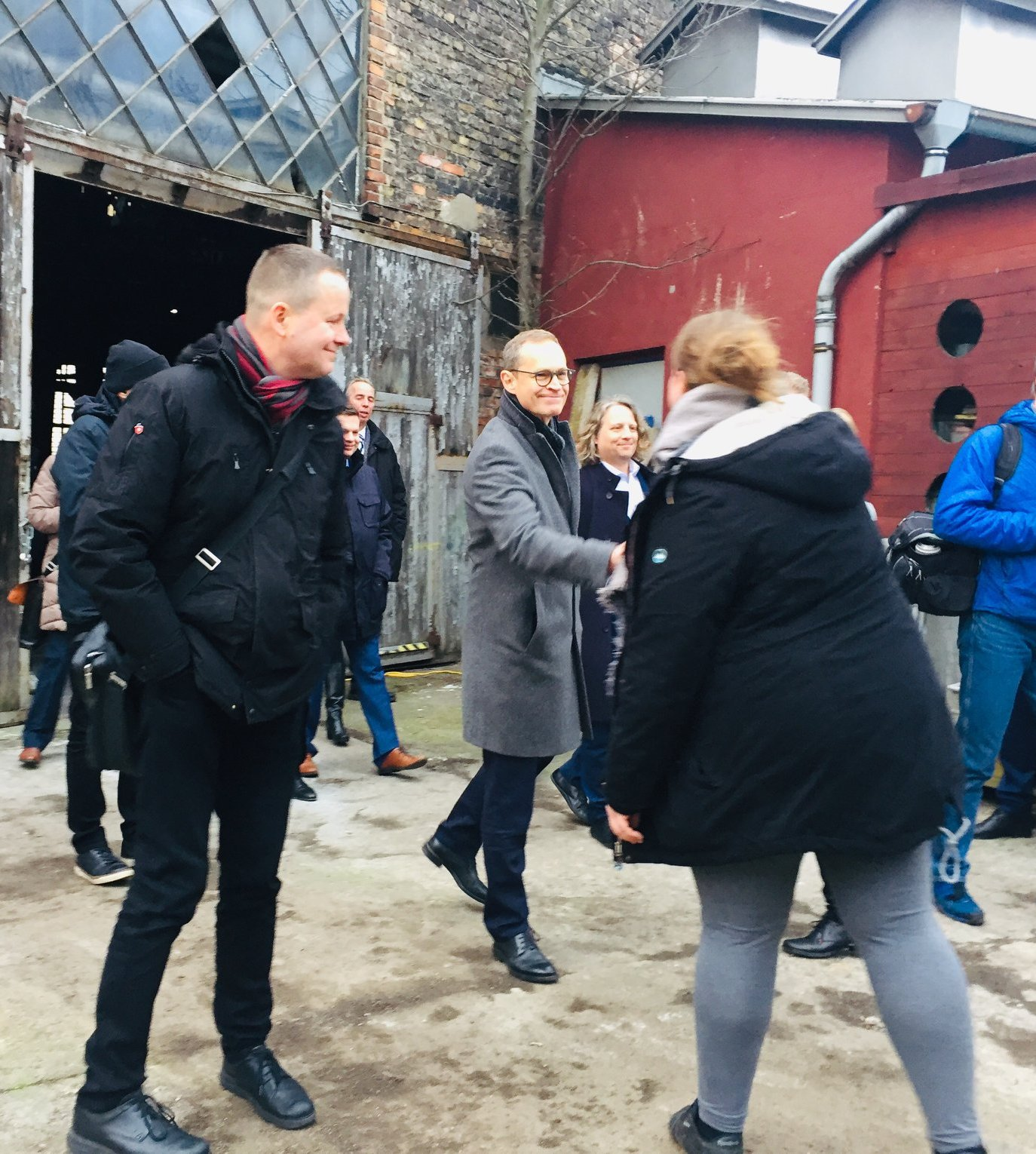
Senatsbesuch am 11. Februar 2020: Reg. Bürgermeister Michael Müller (SPD) und Klaus Lederer (Die Linke)

Die Bundestagsabgeordneten Gregor Gysi (Die Linke) und Kai Wegner (CDU) schrieben im Januar 2020 jeweils einen Brief an Ronald Pofalla, in dem sie sich für eine sichere Zukunft der B.L.O-Ateliers einsetzen. Erhard Grundl (MdB, Bündnis 90/Die Grünen) unterstützt das Projekt aktiv. Martin Pätzold (CDU) hat den Konzernbeauftragten der DB AG für Berlin Alexander Kaczmarek am 8. Juli 2020 bei einem Vor-Ort-Termin erste Gespräche mit dem Projekt vermittelt.
Am 11. Juni 2022 kamen auf Einladung des Freundeskreis B.L.O.-Ateliers e.V. Vertreter des Abgeordnetenhauses von Berlin und Kommunalpolitiker aus Berlin-Lichtenberg zu Besuch, um über die Zukunft des Projektes zu reden. Gäste waren unter anderem Andreas Geisel, Bettina Jarasch, Notker Schweikhardt, Danny Freymark, Stefan Förster, Michael Grunst, Sebastian Schlüsselburg, Gollaleh Ahmadi, Tamara Lüdke, Patricia Holland Moritz, u. v. m.

## Zukunft
Die DB Netz AG plante, ab Mai 2022 große Teile des Geländes trotz des bestehenden Mietverhältnisses für eine Baustelleneinrichtung der umliegenden Baustellen zu nutzen. Dafür wurde am 10. August 2020 bei dem Eisenbahn-Bundesamt (EBA) ein Antrag auf die Eröffnung des Planfeststellungsverfahren beantragt. Am 8. April 2022 hat das EBA bekanntgegeben, dass die DB Netz AG die Planung dazu eingestellt hat. Der Vorstand des Fördervereins wertet dies in einer Stellungnahme als positives Signal der DB AG für eine langfristige Lösung zum Erhalt des Kulturstandortes.

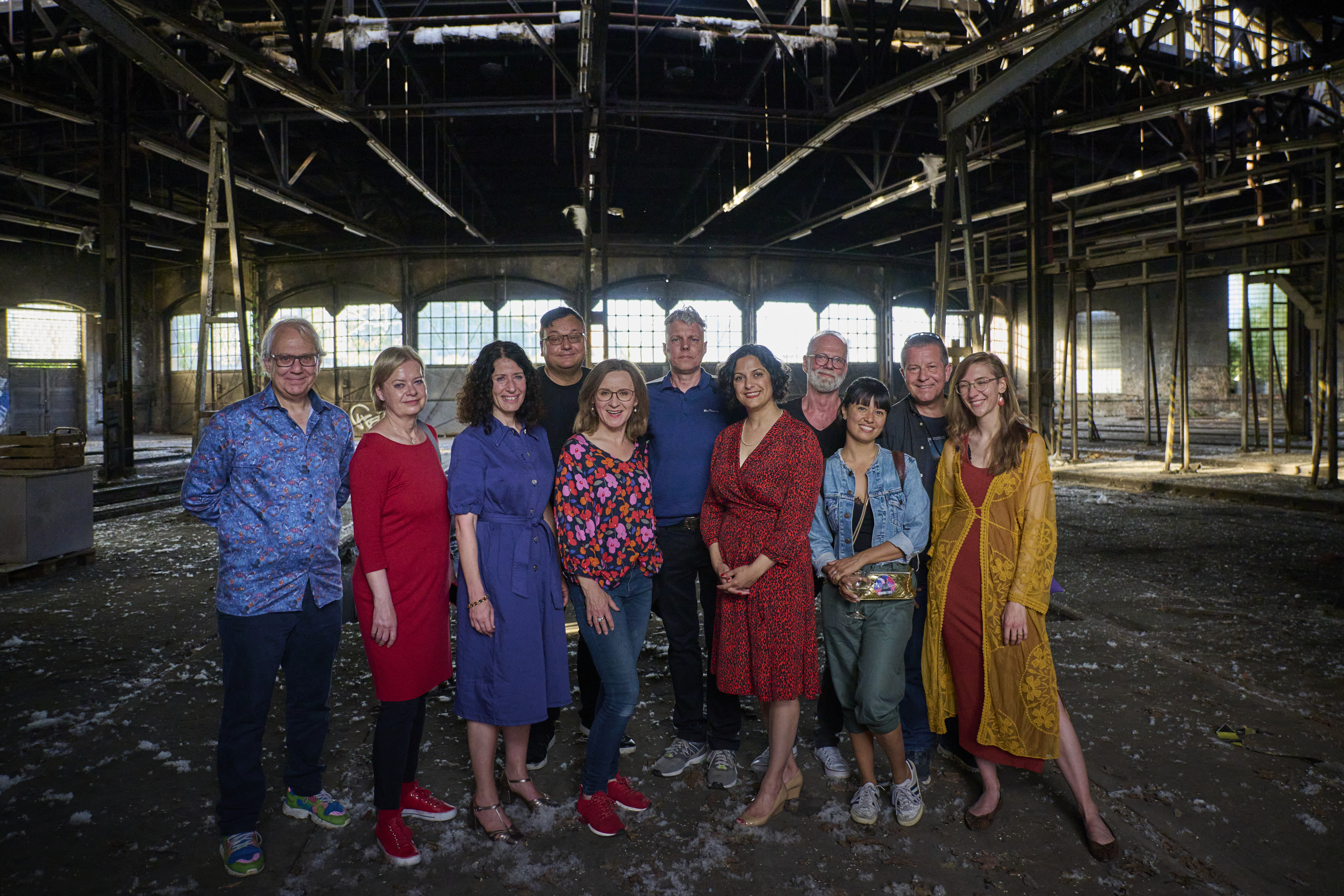
Besuch von Sigrid Nikutta und Senatorin Bettina Jarasch in den B.L.O.-Ateliers am 11. Juni 2022

Am 11. Juni 2022 kam die Vorstandsvorsitzende der DB AG Sigrid Nikutta zu Besuch und bot eine langfristige Zusammenarbeit der DB AG mit dem Kulturprojekt an. Der bisher ungenutzte Lokschuppen soll für historische Bahnfahrzeuge nutzbar gemacht werden und ebenso für die Nutzung von Kunst- und Kulturveranstaltungen zur Verfügung stehen.
Die Mitglieder der B.L.O.-Ateliers haben die Absicht, das Gelände weiterzuentwickeln und gegen Wiederverkauf und Spekulation mit Grund und Boden zu sichern. Das Architekturbüro Hummel, welches unter anderem Teil des Planungsteams der ExRotaprint gGmbH im Wedding ist, erstellte im Auftrag des Trägervereins ein Instandhaltungs- und Nutzungskonzept. Der oben angesprochene, bisher ungenutzte Lokschuppen auf dem Gelände ist dort eingebunden. Die B.L.O.-Ateliers werden von der ExRotaprint-Gesellschaft bei der weiteren Planung beraten. Grundlage ist u. a. ein vom Bezirksamt Berlin-Lichtenberg veranlasstes Gutachten (Entwicklungskonzept BLO-Ateliers – Analyse der Entwicklungsmöglichkeiten des Areals Kaskelstrasse 55, auf dem sich der Kreativwirtschaftsstandort BLO-Ateliers befindet. Herausarbeitung der Handlungsoptionen für die öffentliche Hand unter Berücksichtigung von Hemmnisfaktoren und Potenzialen vor dem Hintergrund der komplizierten Situation (Erschließungssituation, Altlasten, Eigentum, Fördermöglichkeiten usw.))

## Tag der offenen Tür

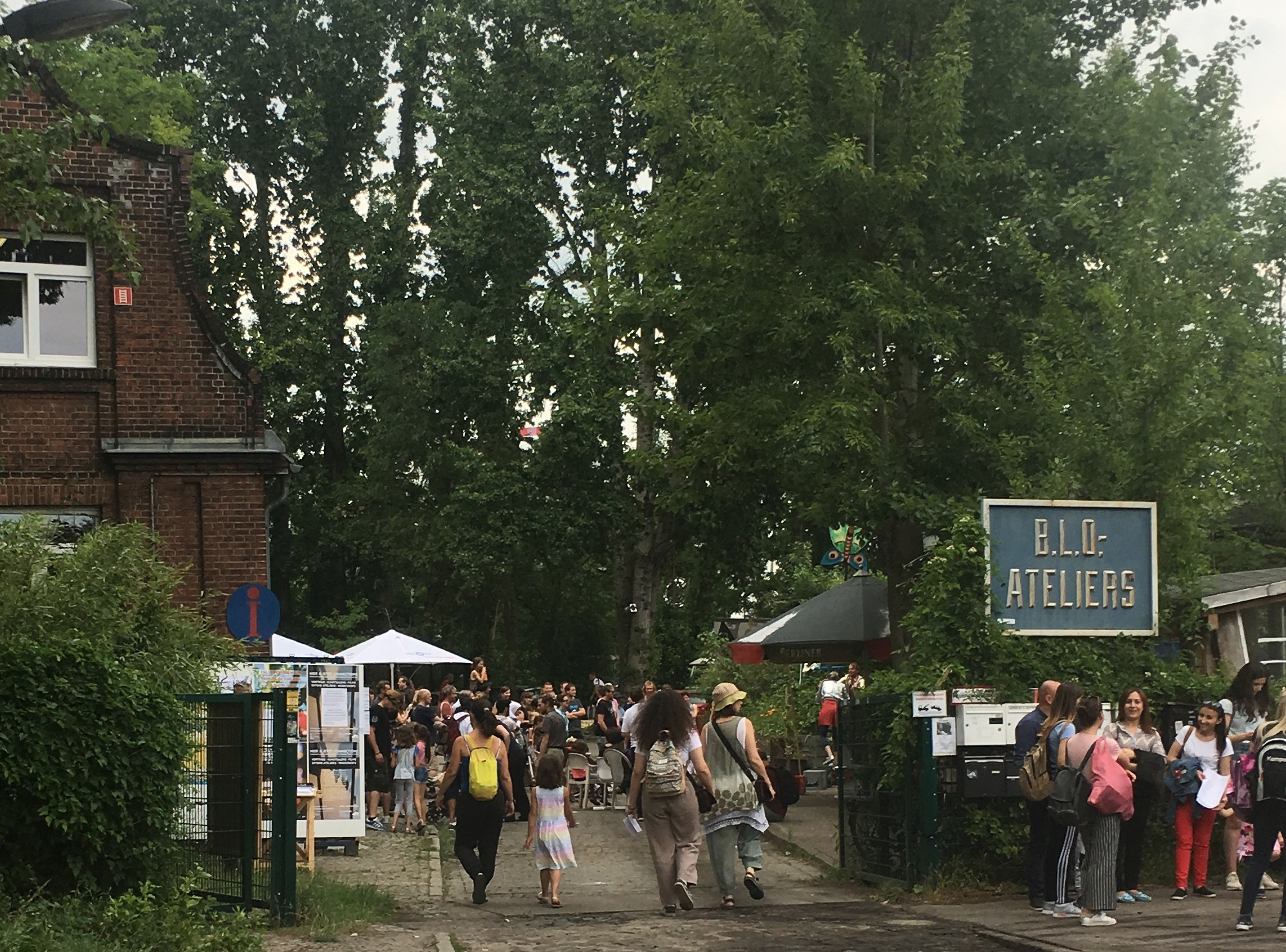
Tag der offenen Tür 2018

Einmal jährlich findet der Tag der offenen Tür auf dem gesamten Gelände statt. 2022 kamen über 3000 Besucher. Besonders viele Familien aus der Nachbarschaft nutzen das vielfältige Rahmenprogramm bei freiem Eintritt. 2022 hat die Staatsministerin für Kultur und Medien Claudia Roth als Schirmfrau den TdoT begleitet.

## MahnmalBerlin-Birkenau

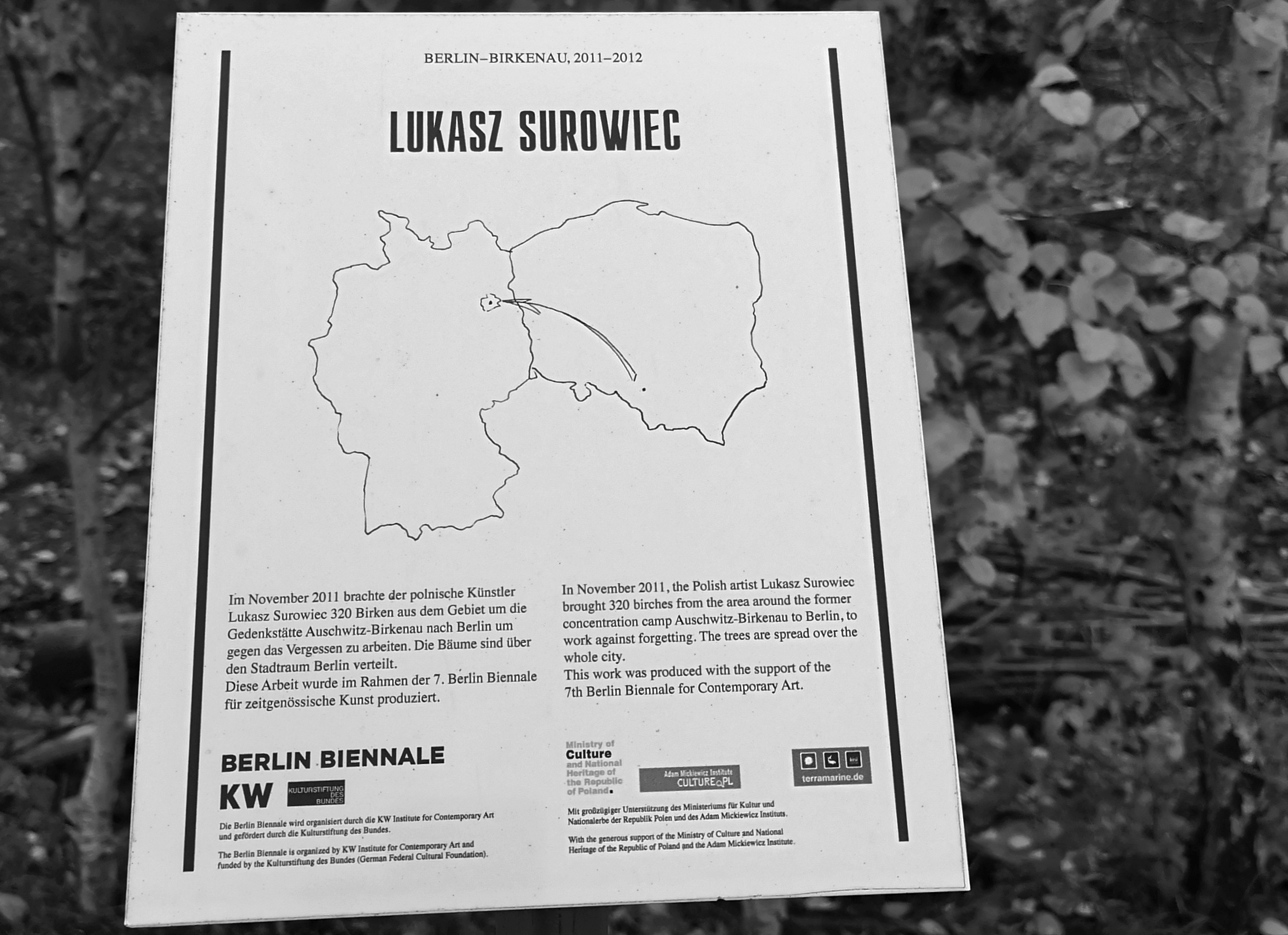
Info-Tafel zum Mahnmal „Berlin – Birkenau“ auf dem B.L.O.-Gelände

Birken aus Auschwitz-Birkenau wachsen seit dem Jahr 2011 auf dem Gelände. In Zusammenarbeit mit dem Künstler Łukasz Surowiec wurde dieses Mahnmal im Rahmen der 7. Berlin Biennale errichtet. Gefördert wurde das Projekt durch die Kulturstiftung des Bundes, KW Institute for Contemporary Art, das polnische Ministerium für Kultur und nationales Erbe (Ministerstwo Kultury i Dziedzictwa Narodowego), und die Deutsche Bahn AG.